# Quinta Vigia

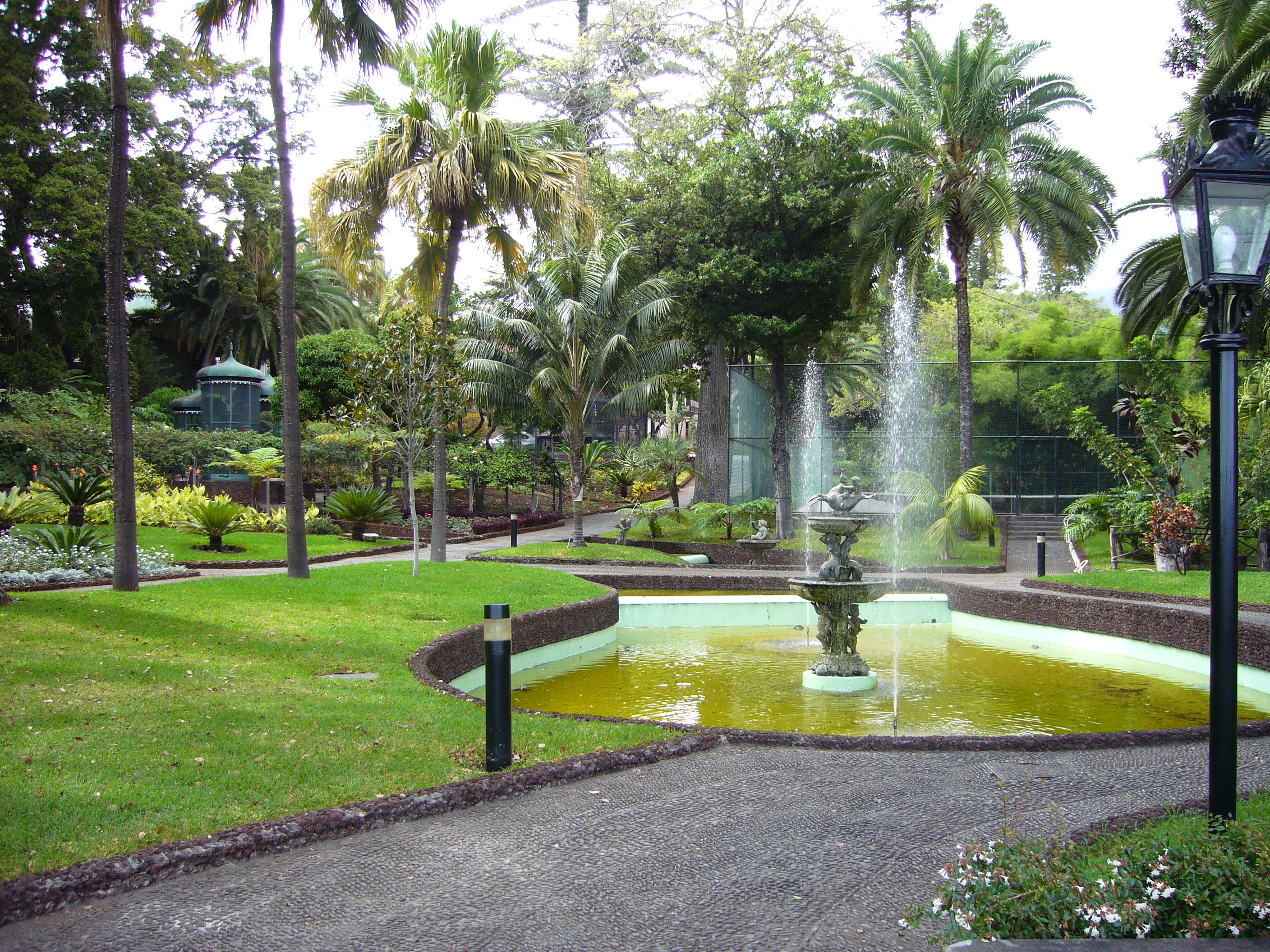
park van de Quinta Vigia

De Quinta Vigia is een landgoed gelegen in Funchal op het eiland Madeira. Op de locatie van het domein zijn in de loop van de geschiedenis meerdere bouwwerken aanwezig geweest.
Het gebied van de villa van Quinta Vigia staat oorspronkelijk bekend als dat van de kapel Nossa Senhora das Angústias, ook bekend als de kapel van Onze Vrouwe van Smart. De geschiedenis van de kapel heeft een aanvang in 1662 toen de bouw ervan begon door Daniel da Costa Quintal. De kapel gaf de naam aan de directe omgeving en stond bekend als de Quinta das Angústias. De huidige staat van de kapel komt uit de achttiende eeuw, toen Guiomar Madelena Acciaoli de kapel in de Quinta liet opnemen.
De katholieke kapel is onbeschadigd gebleven tijdens de anti-Calvinistische rellen van augustus 1846, die tegen de toenmalige (protestantse) eigenaresse van het landgoed, mevrouw Rutherford, werden gevoerd. De Quinta werd bewoond door twee zusters Rutherford, waarvan er een invalide was. De negentiende-eeuwse Quinta had 20 slaapkamers en zes zitkamers.

## Beroemde personen in Quinta Vigia
Het gebouw is bewoond geweest door enkele beroemde personen. Maximilian de Beauharnais, de hertog van Leuchtenberg (1817-1852) verbleef in de periode 1849-1850 in de Quinta Vigia.
In augustus 1852 werd het landgoed gehuurd door de keizerin Amélia van Brazilië, de weduwe van keizer Pedro I. De belangrijkste reden voor haar was voor een onderkomen voor haar enige dochter, prinses Maria Amélia (1831-1853), die leed aan tuberculose. Men geloofde dat de schone, frisse lucht van Madeira de tuberculose zou verhelpen. De prinses stierf echter op 21-jarige leeftijd aan de ziekte op 4 februari 1853. Als gevolg van haar overlijden stichtte keizerin Amélia het ziekenhuis Hospício Dona Maria Amélia die ligt aan de Avenida do Infante vanuit de Quinta Vigia naar Funchal. Oorspronkelijk was het ziekenhuis bedoeld voor tuberculose patiënten, maar het is nu een school en een bejaardentehuis. De tuinen rondom het ziekenhuis zijn voor het publiek toegankelijk.
Keizerin Elizabeth van Oostenrijk (‘Sissi’), echtgenote van de Oostenrijkse keizer Frans Jozef, overwinterde in de Quinta in 1860 en bleef er een half jaar. Ze was naar Madeira gegaan om te herstellen na de dood van haar oudste dochter, de tweejarige Sophie, na de aanbeveling van Madeira door haar zuster, koningin Maria van Napels. De Britse koningin Victoria bood het vervoer naar het eiland aan door middel van het Britse koninklijke jacht, HMS Osborne. Naar verluidt leed Elizabeth aan anorexia en een depressie, die veroorzaakt zouden zijn door haar liefdeloze huwelijk en haar obsessie met schoonheid en een perfect figuur. Haar verblijf op Madeira was haar bevallen en ze keerde nog eens terug in 1893. Er staat een standbeeld van haar in de directe nabijheid van de Quinta.
Het landgoed werd in maart 1864 voor 9 miljoen ruis gekocht door graaf Alexander Charles Lambert (1815-1864). Hij hernoemde het Quinta Lambert. De graaf, een voormalige adjudant van de Russische keizerin, leed aan melancholie en was voornamelijk te vinden op het landgoed zonder zich te bemoeien met de lokale bevolking. In december 1865 werd postuum een zoon geboren, Charles Comte de Lambert (1865-1944). De jonge graaf zou later een beroemde vliegenier worden en was de eerste persoon die rondom de Eiffeltoren vloog op 18 oktober 1909.

## De huidige Quinta Vigia

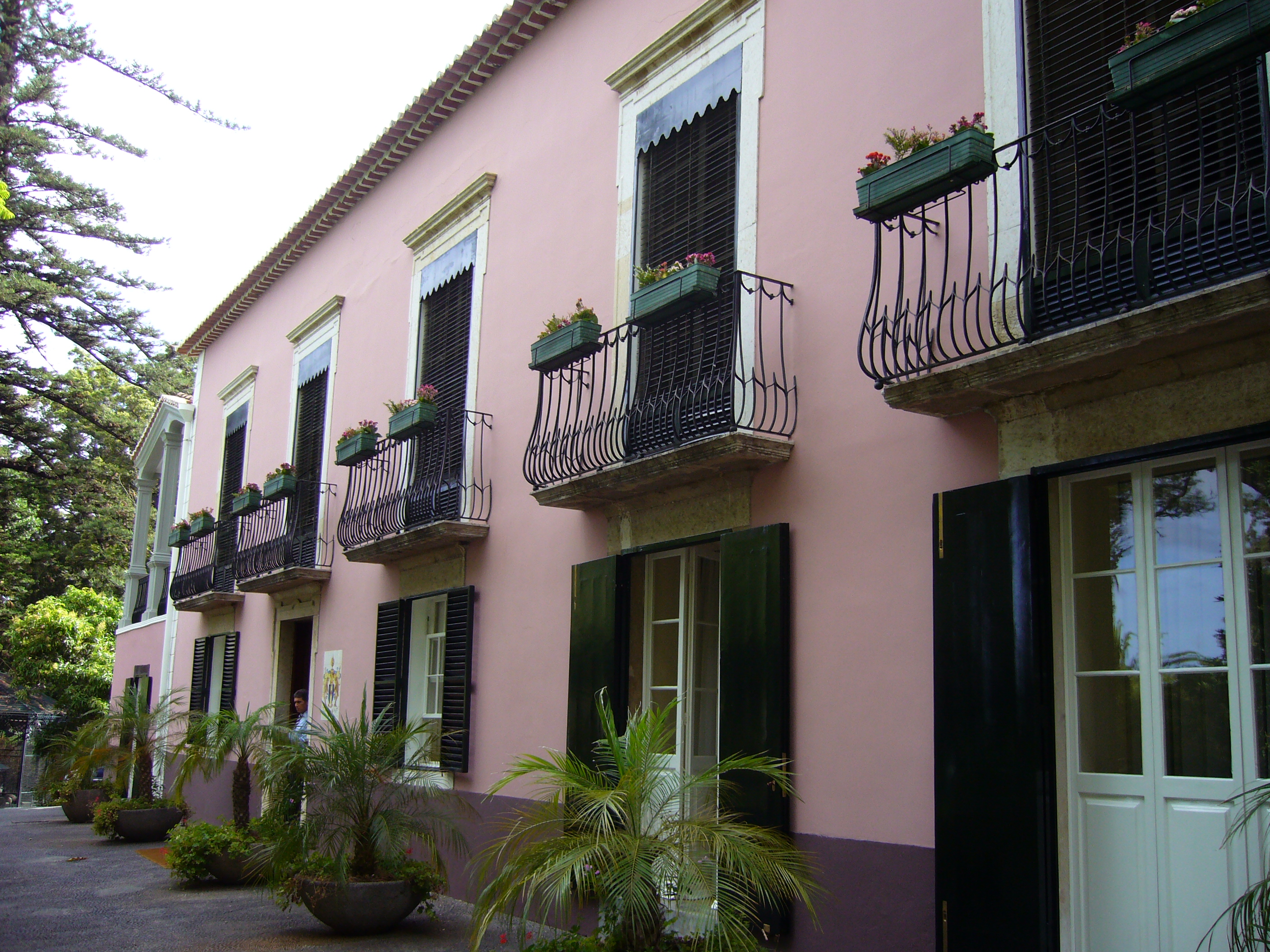
huidige Quinta Vigia

Het oorspronkelijke landgoed werd in 1960 gesloopt en op het westelijke deel van het terrein staat nu het Pestana Casino Park Hotel. De huidige Quinta Vigia werd gebouwd aan het begin van de jaren zeventig en diende als het Grand Season Hotel. In 1979 werd dit hotel gekocht door het plaatselijke autonome bestuur en was een aantal jaren in gebruik als het Conservatorio de Musica da Madeira. Vanaf 1981 werden de tuinen, de kapel en de Quinta gerestaureerd en op 2 mei 1984 werd de Quinta Vigia de officiële residentie van de president van het autonome, Portugese gebiedsdeel Madeira.